# Марко Донадел
Марко Донадел (на италиански: Marco Donadel) е бивш италиански професионален футболист, дефанзивен полузащитник. 